# Maher Hajjar
Maher Abd Al-Hafiz Hajjar (n. Alepo, Siria, 1968) es un político sirio, exdiputado del Consejo Popular de Siria por Alepo, del opositor Partido de la Voluntad Popular y candidato en las elecciones presidenciales de Siria de 2014, ocurridas durante la Guerra Civil Siria, a las que debió concurrir como candidato independiente, luego de que su partido decidiera boicotear las elecciones. Quedó tercero recibiendo solo el 3.2% de los votos. Fue acusado por la oposición siria de haber participado en una farsa electoral para legitimar al régimen de Bashar al-Ásad y, consecuentemente, fue expulsado de su partido.

## Biografía

### Primeros años y carrera política
Hajjar nació en 1968, en la ciudad de Alepo, de una prominente familia musulmana sunita. Se graduó en la Universidad de Alepo con un diploma en Estudios Lingüísticos. En 1984, se unió al Partido Comunista Sirio, y cuando este se dividió en dos partidos (el Partido Comunista Sirio (Bakdash) y el Partido Comunista Sirio (Unificado)), en el año 2000, se unió al entonces clandestino Partido de la Voluntad Popular, de Qadri Jamil. Participó en fundar la rama del partido en Alepo y se convirtió en Secretario del Consejo del mismo. En las elecciones legislativas de 2007, se presentó como candidato independiente (en ese momento única forma de presentarse como candidato sin pertenecer al Frente Nacional Progresista), pero no logró ser elegido.
En 2012, durante la Guerra Civil Siria, la constitución fue modificada para eliminar las referencias unipartidistas. Hajjar se presentó como candidato del Partido de la Voluntad Popular en las elecciones legislativas de ese mismo año, siendo parte del Frente Popular para el Cambio y la Liberación. Fue elegido entonces diputado por Alepo, de los únicos 5 candidatos opositores que obtuvieron un lugar.

### Candidatura presidencial
En 2014, con la guerra avanzada y al-Ásad a punto de terminar su segundo mandato, se celebrarían las cuestionadas primeras elecciones presidenciales multipartidistas. Casi todos los grupos opositores dentro y fuera del país cuestionaron la elección alegando que al-Ásad cometería fraude. Veinticuatro candidatos, entre ellos Hajjar, presentaron su candidatura. Sin embargo, tan solo al-Ásad, Hassan al-Nouri, y Hajjar cumplían con los requisitos para competir en las elecciones. Uno de los requisitos era obtener el apoyo de treinta y cinco diputados. Los miembros del partido de Hajjar se negaron a aceptar su candidatura, argumentando que no participarían en la legitimación del régimen, por lo que se cree que Hajjar obtuvo el respaldo de diputados independientes y algunos miembros del Partido Baaz Árabe Socialista. La prensa internacional se refirió a las candidaturas de al-Nouri y Hajjar como "esencialmente simbólicas", y a los propios candidatos como "figuras poco conocidas" cuyo propósito era simplemente aparentar pluralismo político.
Hajjar justificó su candidatura alegando que los intentos de derrocar a al-Ásad por la fuerza eran "irreales e inútiles". El 27 de abril, seis días después de que la candidatura de Hajjar fuera aprobada, el Partido de la Voluntad Popular anunció que había cortado lazos con el candidato, pues la organización había decidido boicotear las elecciones, y afirmó que "Hajjar se representa sólo a sí mismo". El partido más tarde afirmaría que Hajjar fue coaccionado y amenazado por el gobierno para presentar su candidatura. Las elecciones se realizaron el 3 de junio en la propia Siria, luego de que muchos expatriados votaran en las embajadas, y Hajjar quedó tercero, recibiendo 372.301 votos (3.2%) detrás de al-Nouri (4.3%) y al-Ásad (88.7%).
En 2016, la oposición siria boicoteó las elecciones legislativas, por lo que todos los asientos antes ocupados por la oposición fueron recuperados por el Frente Nacional Progresista.